# Lennart Ehrenlood
Lennart Ehrenlood, född 1 april 1933 i Gällaryds församling som Lennart Ericsson, död 25 april 2018 i Sundbybergs kommun, var en svensk flöjtist.
Lennart Ehrenlood var lärare i flöjt vid Kungliga Musikhögskolan i Stockholm och soloflöjtist i Kungliga Filharmoniska Orkestern.
Han räknas till de mest betydelsefulla fostrarna av den nya flöjtistgenerationen. Många av hans elever innehar betydande poster i europeiskt musikliv och flera är verksamma som solister.[källa behövs]

## Priser och utmärkelser
- 1976 – Ledamot nr 806 av Kungliga Musikaliska Akademien
- 1985 – Professors namn
- 1987 – Litteris et Artibus
- 1995 – Medaljen för tonkonstens främjande